# Yanko Rusev
Yanko Rusev (n. 1 decembrie 1958, Ivanski, Șumen, Șumen, Bulgaria) este un halterofil ce a reprezentat Bulgaria, medaliat olimpic. A participat la o ediție a Jocurilor Olimpice (1980) în care a câștigat o medalie de aur.

## Participări
Lista de mai jos prezintă principalele competiții la care a participat Yanko Rusev de-a lungul carierei.
- weightlifting at the 1980 Summer Olympics – men's 67.5 kg[*]